# Rhomboptila
Rhomboptila là một chi bướm đêm thuộc họ Geometridae.